# 周参見氏長
周参見 氏長（すさみ うじなが）は、戦国時代から江戸時代初期にかけての武将。紀伊国周参見城主。豊臣氏、後に藤堂氏の家臣。

## 略歴
紀伊の地侍。周参見氏は紀伊国牟婁郡周参見荘（現在の和歌山県西牟婁郡すさみ町周参見）の国人で、もとは藤原姓を称し、治承年間（1180年頃）に阿波国より紀伊水道の海賊の抑えとして周参見に城を構えたという。
天正13年（1585年）、氏長は豊臣秀吉の紀州征伐に敗れるも周参見荘8ヶ村、佐本郷、古座川など1,700石（または2,000石）を安堵されて豊臣秀長に属した。
また、朝鮮派兵では九鬼嘉隆とともに出陣し、諸将とともに暴徒の鎮圧にあたった。
慶長5年（1600年）の関ヶ原の戦いでは西軍に属したため子の氏康とともに捕らえられて京に入牢したとも、のちに1,000石で藤堂高虎の家臣となり、大坂の陣では城代として津城を守ったともいう。